# Rowena (Texas)
Rowena és una comunitat no incorporada al sud-oest del Comtat de Runnels, Texas, Estats Units. L'elevació és 1.628 peus sobre el nivell del mar. Segons el Cens dels EUA, la població s'estimava en 483 el 2000, un augment de tres per cent de 1990 de 466 rowenans. El United States Postal Service ara situa les estimacions de població en 714. Paul J. Baron dissenyà la ciutat en 1898. Va ser el lloc de naixement de Bonnie Parker.